# Crimes and Misdemeanors
Crimes and Misdemeanors is een Amerikaanse film uit 1989, geregisseerd door Woody Allen, die tevens de hoofdrol speelt en het scenario heeft geschreven.

## Verhaal
De film volgt twee mannen die worden geconfronteerd met een crisis op moreel gebied. Zo raakt Judah Rosenthal, een oogspecialist, steeds verder betrokken bij de gevolgen van zijn overspel, terwijl Cliff Stern, een briljante maar arme documentairemaker voor het geld een documentaire moet maken over een man die hij minacht en haat.
Rosenthal is gehuwd, heeft een gezin en wordt zeer geacht in zijn werk. Tijdens een zakenreis ontmoet hij de stewardess Dolores Paley en begint een affaire met haar. Als hij Paley na enige maanden aan de kant wil schuiven, merkt hij dat zij hier geen genoegen mee neemt. Ze schrijft een brief naar de vrouw van Rosenthal, die hij weet te onderscheppen en dreigt om zijn fraude met geld van de oogkliniek bekend te maken. Judah zit zo vast dat hij zijn broer, Jack, een man met banden met gangsters, vraagt hem te helpen. Jack laat Dolores vermoorden en Judah raakt nu een crisis. Als gelovig man denkt hij dat God alles heeft gezien.
Cliff is ingehuurd door zijn zwager, Lester, om een documentaire over de laatste te maken. Lester is een zelfingenomen kwast die schatrijk is geworden met komische televisieprogramma’s. Cliff haat zijn zwager en het feit dat hij gedwongen is om de documentaire te maken. Met het geld dat hij verdient kan hij namelijk zijn eigen documentaire financieren over de joodse filosoof professor Levy. Tijdens het filmen raakt hij verliefd op de producent van Lester, Halley Reed. Maar de affaire is gedoemd te mislukken, omdat Halley uiteindelijk valt voor de meer uitgesproken Lester. Cliff krijgt ruzie met de laatste omdat hij hem in de documentaire laat zien als een tiran en tot zijn grote ellende overlijdt ook professor Levy.
Cliff en Judah ontmoeten elkaar in de laatste scène van de film op de bruiloft van de dochter van de rabbi Ben. Judah voelt zich niet langer moreel bezwaard. De moord op Dolores is inmiddels in de schoenen van een zwerver geschoven, zijn fraude is weggepoetst en hij voelt zich gelukkig. Hij zegt tegen Cliff dat uiteindelijk alle crises voorbijgaan, maar die is het daar niet mee eens. Cliff denkt dat iedereen zijn lasten zijn hele leven met zich mee moet dragen.

## Rolverdeling
| Acteur          | Personage        |
| --------------- | ---------------- |
| Woody Allen     | Cliff Stern      |
| Martin Landau   | Judah Rosenthall |
| Mia Farrow      | Halley Reed      |
| Anjelica Huston | Dolores Paley    |
| Jerry Orbach    | Jack Rosenthal   |
| Alan Alda       | Lester           |
| Sam Waterston   | Ben              |

## Achtergrond
In deze zwarte komedie toont Allen ons dat elk mens morele dilemma’s krijgt voorgeschoteld. Ieder mens moet keuzes maken en soms zijn de keuzes afschuwelijk. Judah moet kiezen tussen het behoud van zijn huwelijk en het leven van een mens, Cliff moet kiezen tussen het geld en zijn artistieke integriteit. Ook lijkt de film aan te geven dat het lot een grote rol speelt. Zo raakt bijvoorbeeld de aardige rabbi Ben langzaam blind, terwijl de frauduleuze en overspelige Judah er met een sisser vanaf komt. De sympathieke Cliff met zijn documentaire over de filosoof moet diep in het stof voor de arrogante en opgeblazen Lester die uiteindelijk ook het meisje krijgt. Judah is aanvankelijk wel angstig dat God later alles zal vergelden, maar uiteindelijk lijkt hij niet erg meer met dat morele dilemma te zitten. De film is beïnvloed door Misdaad en Straf van Fjodor Dostojevski al geeft Allen een ander wending aan zijn verhaal.